# ATP Sydney Indoor
Das Hallenturnier von Sydney (offiziell Australian Indoor Tennis Championships) war ein Herren-Tennisturnier, das von 1973 bis 1994 in Sydney, im australischen Bundesstaat New South Wales ausgetragen wurde. Gespielt wurde auf Hartplatz in der Halle.

## Geschichte
Von 1990 bis 1994 war das Turnier Teil der ATP Championship Series, der Vorgängerserie der ATP Tour 500, auf der neu etablieren ATP Tour.  Davor war es ab der ersten Austragung 1973 Bestandteil des Grand Prix Tennis Circuit. Ausgetragen wurde das Turnier zunächst im Hordern Pavillon, ab 1983 wechselte der Veranstaltungsort zum Sydney Entertainment Centre.

## Siegerliste
Rekordsieger des Turniers ist John McEnroe, der das Turnier im Einzel viermal hintereinander gewinnen konnte; auch im Doppel ist er gemeinsam mit John Newcombe und John Fitzgerald mit drei Titeln der Rekordtitelträger.

### Einzel
| Jahr | Sieger               | Finalgegner          | Finalergebnis           |
| ---- | -------------------- | -------------------- | ----------------------- |
| 1994 | Richard Krajicek     | Boris Becker         | 7:6, 7:6, 2:6, 6:3      |
| 1993 | Jaime Yzaga          | Petr Korda           | 6:4, 4:6, 7:6, 7:6      |
| 1992 | Goran Ivanišević     | Stefan Edberg        | 6:4, 6:2, 6:4           |
| 1991 | Stefan Edberg        | Brad Gilbert         | 6:2, 6:2, 6:2           |
| 1990 | Boris Becker (2)     | Stefan Edberg        | 7:6, 6:4, 6:4           |
| 1989 | Ivan Lendl (3)       | Lars-Anders Wahlgren | 6:2, 6:2, 6:1           |
| 1988 | Slobodan Živojinović | Richard Matuszewski  | 7:6, 6:3, 6:4           |
| 1987 | Ivan Lendl (2)       | Pat Cash             | 6:4, 6:2, 6:4           |
| 1986 | Boris Becker (1)     | Ivan Lendl           | 3:6, 7:6, 6:2, 6:0      |
| 1985 | Ivan Lendl (1)       | Henri Leconte        | 6:4, 6:4, 7:6           |
| 1984 | Anders Järryd        | Ivan Lendl           | 6:3, 6:2, 6:4           |
| 1983 | John McEnroe (4)     | Henri Leconte        | 6:1, 6:4, 7:5           |
| 1982 | John McEnroe (3)     | Gene Mayer           | 6:4, 6:1, 6:4           |
| 1981 | John McEnroe (2)     | Roscoe Tanner        | 6:4, 7:5, 6:2           |
| 1980 | John McEnroe (1)     | Vitas Gerulaitis     | 6:3, 6:4                |
| 1979 | Vitas Gerulaitis     | Guillermo Vilas      | 4:6, 6:3, 6:1, 7:6      |
| 1978 | Jimmy Connors (2)    | Geoff Masters        | 6:0, 6:0, 6:4           |
| 1977 | Jimmy Connors (1)    | Ken Rosewall         | 7:5, 6:4, 6:2           |
| 1976 | Geoff Masters        | James Delaney        | 4:6, 6:3, 7:6, 6:3      |
| 1975 | Stan Smith           | Bob Lutz             | 7:6, 6:2                |
| 1974 | John Newcombe        | Cliff Richey         | 6:4, 6:3, 6:4           |
| 1973 | Rod Laver            | John Newcombe        | 3:6, 7:5, 6:3, 3:6, 6:4 |

### Doppel
| Jahr | Sieger                                  | Finalgegner                     | Finalergebnis |
| ---- | --------------------------------------- | ------------------------------- | ------------- |
| 1994 | Jacco Eltingh Paul Haarhuis             | Byron Black Jonathan Stark      | 6:4, 7:6      |
| 1993 | Patrick McEnroe (2) Richey Reneberg (2) | Alexander Mronz Lars Rehmann    | 6:3, 7:5      |
| 1992 | Patrick McEnroe (1) Jonathan Stark      | Jim Grabb Richey Reneberg       | 6:2, 6:3      |
| 1991 | Jim Grabb Richey Reneberg (1)           | Luke Jensen Laurie Warder       | 6:4, 6:4      |
| 1990 | Broderick Dyke Peter Lundgren           | Stefan Edberg Ivan Lendl        | 6:2, 6:4      |
| 1989 | David Pate Scott Davis                  | Darren Cahill Mark Kratzmann    | 6:3, 6:7, 7:5 |
| 1988 | Darren Cahill (2) John Fitzgerald (3)   | Marty Davis Brad Drewett        | 6:3, 6:2      |
| 1987 | Darren Cahill (1) Mark Kratzmann        | Boris Becker Robert Seguso      | 6:3, 6:2      |
| 1986 | Boris Becker John Fitzgerald (2)        | Peter McNamara Paul McNamee     | 6:4, 7:6      |
| 1985 | John Fitzgerald (1) Anders Järryd (2)   | Mark Edmondson Kim Warwick      | 6:3, 6:2      |
| 1984 | Anders Järryd (1) Hans Simonsson        | Mark Edmondson Sherwood Stewart | 6:4, 6:4      |
| 1983 | Mark Edmondson Sherwood Stewart         | John McEnroe Peter Rennert      | 6:2, 6:4      |
| 1982 | John McEnroe (3) Peter Rennert          | Steve Denton Mark Edmondson     | 6:3, 7:6      |
| 1981 | Peter Fleming (2) John McEnroe (2)      | Sherwood Stewart Ferdi Taygan   | 6:7, 7:6, 6:1 |
| 1980 | Peter Fleming (1) John McEnroe (1)      | Tim Gullikson Johan Kriek       | 4:6, 6:1, 6:2 |
| 1979 | Rod Frawley Francisco González          | Vijay Amritraj Pat DuPré        | kampflos      |
| 1978 | John Newcombe (3) Tony Roche (2)        | Mark Edmondson John Marks       | 6:4, 6:3      |
| 1977 | John Newcombe (2) Tony Roche (1)        | Ross Case Geoff Masters         | 6:7, 6:3, 6:1 |
| 1976 | Ismail El Shafei Brian Fairlie          | Syd Ball Kim Warwick            | 4:6, 6:4, 7:6 |
| 1975 | Brian Gottfried Raúl Ramírez            | Ross Case Geoff Masters         | 6:4, 6:2      |
| 1974 | Ross Case Geoff Masters                 | John Newcombe Tony Roche        | 6:4, 6:4      |
| 1973 | Rod Laver John Newcombe (1)             | Mal Anderson Ken Rosewall       | 7:6, 6:2      |